# Hassi Gara
Hassi Gara è un comune dell'Algeria, situato nella provincia di Al-Mani'a.